# Limosina notatipennis
Limosina notatipennis är en tvåvingeart som beskrevs av Enrico Adelelmo Brunetti 1924. Limosina notatipennis ingår i släktet Limosina och familjen hoppflugor. Inga underarter finns listade i Catalogue of Life.